# Värttinä
Värttinä (с фин. — «Веретено») — финская фолк-группа, исполняющая народные песни финно-угорских народов: финнов, карелов, ижоры, мордвы, марийцев, саамов, эстонцев и сету.

## История
«Вярттиня» была основана в 1983 году сёстрами Сари и Мари Каасинен и их матерью Пиркко в небольшом городке Ряяккюля (Северная Карелия, Финляндия). Они исполняли преимущественно карельские народные песни в новой аранжировке. Первоначально в состав группы входил 21 человек. В 1987-м они выпустили свой первый альбом; второй альбом — Musta Lindu («Чёрная птица») появился в 1989-м: в него вошли в основном марийские песни, собранные Сари Каасинен. После второго альбома состав группы сократился: её покинула молодёжь и появилось несколько профессиональных музыкантов, а репертуар, наоборот, расширился — появились эстонские, ижорские, саамские мелодии. После концертов в России появился новый альбом — Oi Dai (1991), а Seleniko (1992) обеспечил «Вярттине» международный успех: был снят первый клип на песню Pihi Neito («Серьёзная девушка»). Последующие альбомы — Aitara (1994), Kokko (1996), Vihma (1998) закрепили популярность группы среди любителей фолк-музыки во всём мире: группа посетила с концертами Польшу, Ирландию, США, Канаду, Японию и многие другие страны. Особенно высокую оценку критиков получил основанный на карельском народном творчестве альбом Ilmatar («Дева воздуха», 2000). 6 декабря 2000 года в Хельсинки был записан живой концерт «6.12», куда вошли наиболее популярные песни (Pihi neito, Outona Omilla Mailla, Seelinnikoi и другие). К этому времени состав группы существенно изменился, однако направление осталось прежним. Альбом Iki (2003) был выпущен в Европе, США и Японии. В 2003—2004 годах «Вярттиня» участвовала в работе над мюзиклом «Властелин колец». Вышедший после этого альбом Miero («Отверженный», 2006) некоторые обозреватели назвали «странным» и «страшным», от него якобы веет «первобытным ядом». «Распевая такие строки, как „моя ненависть сочится кровью, моя боль режет, проклинает, заливает гноем“ музыканты словно призывают на битву с орками», — писала «Таймс». В 2007 году «Вярттиня» выпустила юбилейный 12-й альбом — «25», который включает в себя лучшие песни из предыдущих альбомов, а также ранее не выпускавшийся материал. В 2011 «Вярттиня» была удостоена премии WOMEX 12 Artist Prize.

## Текущий состав
- Мари Каасинен (вокал)
- Сузан Ахо (вокал)
- Каролиина Кантелинен (вокал)
- Матти Каллио (аккордеон, клавишные, гармонь)
- Ханну Рантанен (бас-гитара)
- Микко Хассинен (ударные)

## Дискография

### Студийные альбомы
- Värttinä (1987)
- Musta Lindu (1989)
- Oi dai (1991)
- Seleniko (1992)
- Aitara (1994)
- Kokko (1996)
- Vihma (1998)
- Ilmatar (2000)
- iki (2003)
- Miero (2006)
- Utu (2012)
- Viena (2015)

### Сборники
- Double Life (2002) (2 CD)
- Snow Angel (2005)
- 25 (2007) — (Юбилейный сборник к 25-летию группы)

### Живые выступления
- 6.12. (2001) (Запись концерта в Хельсинки 6 декабря 2000 года)

### Синглы
- 1991 (винил): Marilaulu, Oi Dai (альбом Oi Dai 1991)
- 1991 (винил): Miinan Laulu, Vot Vot Ja Niin Niin (альбом Oi Dai 1991)
- 1992 : Miinan Laulu (Evinrudemix), Kiiriminna (Ethnomix), Kiiriminna (Radiomix)
- 1992: Kylä Vuotti Uutta Kuuta, Seelinnikoi (альбом Seleniko 1992)
- 1993: Pihi Neito, Matalii ja Mustii (альбом Seleniko 1992)
- 1994: Tumala, Travuska (альбом Aitara 1994)
- 1995: Mie Tahon Tanssia, Kannunkaataja (альбом Aitara 1994)
- 1996: Tuulilta Tuleva, Kokko (альбом Kokko 1996), Yötulet (альбом Aitara 1994)
- 1996: Ottajat, Tuulilta Tuleva (альбом Kokko 1996)
- 1997: Omani (Radio Edit), Omani (Album Edit), Halla (альбом Kokko 1996)
- 1998: Emoton (albumilta Vihma 1998)
- 2000: Sanat, Äijö (альбом Ilmatar 2000)
- 2002: Nahkaruoska, Tumma (альбом iki 2003)
- 2003: Tuulen Tunto (radio edit) (альбом iki 2003)
- 2006: Riena (альбом Miero 2006)

### DVD
- Värttinä — Archive Live, 2006 (включает 45-минутную запись концерта 2003 года, 15 клипов, редкие записи, интервью, дискографию и биографии участников группы).